# WS-Policy
WS-Policyは、WebサービスでXMLを使ってポリシー（セキュリティポリシー、QoSポリシーなど）を外部に公開するための仕様であり、利用者にとってはポリシー要求条件を指定する手段を提供する仕様である。
2007年9月、W3C勧告となった。
WS-Policyは、仲介者と最終的利用者にセキュリティ（および他のビジネス）ポリシーの機能と制約（例えば、セキュリティトークンの必要性、サポートする暗号化アルゴリズム、プライバシー規則など）を示すための一連の仕様であり、サービス側と最終利用者側がポリシーによってどう関連付けられるかを示すための仕様である。

## ポリシーのアサーション
アサーションは、Webサービスについての要求条件だったり、Webサービスのポリシーを公開したものである。

## オペレータタグ
次の2つの「オペレータ」（XMLタグ）を使って、ポリシーの組合せについての文を作る。
- wsp:ExactlyOne - 子ノードのうち1つだけを満足すればよいことを表す。
- wsp:All - 全ての子ノードを満足しなければならないことを表す。

論理的には、空の wsp:All タグはアサーションにはならない。

## ポリシーのインターセクション
ポリシーのインターセクションとは、2つのポリシーから作成される（統語的ではなく）意味的なインターセクションである。インターセクションは2つのポリシーの要求/機能に同時に従う新たなポリシーとなる。もし、2つのポリシー間に非互換があれば、両者がそれを発見できる。